# Caroline Receveur
Pour les articles homonymes, voir Receveur.
Caroline Receveur, née le 10 novembre 1987 à Épinal, est une personnalité de télé-réalité française.
Révélée dans les émissions de télé-réalité Secret Story et Les Anges, elle est ensuite devenue animatrice de télévision et de radio pour devenir dernièrement une influenceuse ayant créé différentes marques.
Entre 2012 et 2014, elle tient le rôle principal de la série télévisée Hollywood Girls durant les trois premières saisons.

## Biographie

### Jeunesse et famille
Caroline Receveur est née le 10 novembre 1987 à Épinal. Cinquième des six enfants de Jacky Receveur, footballeur au FC Metz et au SAS Épinal dans les années 1970, Caroline rêve dès son enfance d'être mannequin. Elle a un frère aîné, Benjamin (né le 31 décembre 1984), et une sœur cadette, Mathilde (née le 3 février 1995)[réf. nécessaire]. Elle passe ses premiers castings à l'âge de quatorze ans.
Son père Jacky Receveur a joué la saison 1973-1974 au FC Metz avec André Tota, le père de M. Pokora. Le 29 mai 2016, Caroline Receveur utilise les réseaux sociaux pour dévoiler le décès de son père .
Elle étudie au lycée Claude Gellée à Épinal. Après avoir obtenu à 17 ans un baccalauréat littéraire, elle est autorisée par ses parents à quitter le foyer familial. Elle part alors pour Paris, où elle signe quelques mois plus tard un contrat avec l'agence Roxane. Ses shootings ne lui rapportent cependant pas suffisamment d'argent pour lui permettre de se loger dans la capitale.

### Carrière

#### Téléréalité sur TF1 et NRJ 12
Afin de gagner sa vie, elle travaille comme serveuse dans une boîte de nuit à Metz, le Tiffany Club, en continuant de monter à Paris pour tenter d'y décrocher des contrats de mannequin. Sa taille d'un 1,69 mètre l'empêche finalement de réaliser son rêve.
En juin 2008, elle participe à la deuxième saison de Secret Story, diffusée sur TF1, son secret étant qu'elle et un autre candidat, Nicolas, sont en couple.
En 2012, elle devient, toujours sur NRJ 12, l'une des actrices principales de la réalité scénarisée Hollywood Girls dont elle partage la vedette avec d'autres personnalités issues de la téléréalité (Ayem Nour, Nabilla Benattia, Kevin Miranda). Par la suite lors de la saison 4 du Mag sur NRJ 12, elle devient chroniqueuse et présente les Hollywood News, une chronique partagée avec Ayem Nour. Parallèlement, elle fait le buzz en posant nue dans le magazine FHM. En 2013, elle présente la deuxième saison de La Maison du bluff. Elle quitte la série Hollywood Girls en 2014, au bout de trois saisons.
À l'automne 2016, elle participe à la septième saison de l'émission Danse avec les stars sur TF1, aux côtés du danseur Maxime Dereymez,,,,.
En 2018, elle participe à Top Chef : les stars aux fourneaux sur M6.

#### Animatrice et chroniqueuse
En janvier 2009, elle devient chroniqueuse dans l'émission média Morandini ! présentée par Jean-Marc Morandini et Cécile de Ménibus. Durant l'été 2010, elle devient animatrice pour la chaîne et présente Le Mag de l'été. Elle est également présentatrice pour l'émission 24h Buzz aux côtés de Laurent Artufel.
En 2011, elle rejoint le Groupe NRJ et plus particulièrement la chaîne NRJ 12 sur laquelle elle présente l'émission Tellement vrai aux côtés de Matthieu Delormeau et Tellement people avec Clara Morgane. Elle reprend également les rênes de l'émission de téléréalité La Maison du bluff et ce jusqu'en 2016.
À partir d'avril 2012, elle devient chroniqueuse pour l'émission Les Anges de la téléréalité 4 : Club Hawai : Le Mag présentée par Matthieu Delormeau et Jeny Priez. En septembre 2012, elle anime la série documentaire Dans les dessous de sur NRJ Paris. Elle anime également l'émission A Nous Paris sur NRJ Paris. Elle présente également l'émission de call-tv sur NRJ 12, L'appel gagnant.
Elle présente lesLauriers TV Awards diffusée sur NRJ 12. Elle est également co-animatrice sur l'émission du JTT sur Non Stop People.
En 2014, elle est chroniqueuse dans l'émission 10 ans de moins sur Chérie 25 avant de devenir la principale animatrice du programme aux côtés d'Évelyne Thomas. Elle remplace également Ayem Nour à la présentation du Mag aux côtés de Matthieu Delormeau sur NRJ 12.

## Influenceuse et autoentrepreneuse
En 2014, elle crée sa marque de thé détoxifiant, Wander tea.
Parallèlement, elle crée son blog sur lequel elle donne des conseils à sa communauté et vend ses produits.
En 2017,elle publie un livre nommé No Filter qui est présenté sous forme d'autobiographie avec beaucoup de photo tiré de son compte Instagram mais aussi sous forme de conseils mode,beauté et bien être.
En 2018, elle est nommée et remporte deux trophées lors de la cérémonie des Influencer Awards à Monaco.
En 2019, elle fonde sa marque Recc Paris, une marque de vêtements.
En 2019, elle figure en couverture du magazine Forbes du numéro d'été France. À cette date, elle compte 3 millions d'abonnés sur Instagram. Cette visibilité sur les réseaux sociaux lui permet de faire des placements de produits et de collaborer avec diverses marques.
En juillet 2020, elle lance sa nouvelle marque beauté : Osée.[réf. souhaitée]

### Enquête fiscale
En septembre 2019, son domicile parisien ainsi que des locaux qui lui sont liés sont perquisitionnés par l’administration fiscale française, qui lui reproche d'avoir domicilié au Royaume-Uni deux sociétés lui appartenant, Island Keys Ltd (vente de la marque de thé qu'elle a créée) et Caroline Receveur Ltd (véhicule financier pour ses contrats de partenariat et de mannequinat), alors que l'ensemble de son activité a lieu en France. Caroline Receveur intente alors une action en justice pour contester la légalité de cet acte de procédure. Dans un arrêt rendu le 10 février 2021 par la Cour d'appel de Paris et mis en lumière par le magazine Gotham City, la justice rejette les prétentions de l’influenceuse et valide, de facto, la légalité des perquisitions menées,.

## Vie privée

### Vie sentimentale
Lors du concours Mister France en février 2011, auquel elle participe en tant que membre du jury, elle rencontre le mannequin Valentin Lucas — avec qui elle se met en couple en janvier 2012. En janvier 2015, ils quittent Paris pour s'installer à Londres. Le 11 novembre 2016, elle annonce leur séparation via un communiqué posté sur les réseaux sociaux.
Depuis décembre 2016, elle est en couple avec le mannequin Hugo Philip. En février 2018, elle annonce via son compte Instagram être enceinte de leur premier enfant. Le 6 juillet 2018, elle donne naissance à un garçon prénommé Marlon Philip . Le couple se marie secrètement le 11 juillet 2020 à Paris puis quitte la capitale quelques jours plus tard pour s'installer à Dubaï.

### Résidence
Selon le magazine Challenges, son départ pour Dubaï serait motivé par des raisons financières, puisque Caroline Receveur a déclaré : « Une maison avec jardin et piscine est bien moins chère qu'en France et encore bien inférieure au prix du marché anglais », et probablement aussi par le fait que Dubaï est un paradis fiscal.

### Maladie
Le 25 juillet 2023, après une longue absence sur les réseaux sociaux, elle annonce par le biais d’un poste Instagram être atteinte d’un cancer du sein détecté à un stade précoce. 

## Filmographie

### À la télévision

#### En tant qu'animatrice
- 2011-2013 : La Maison du bluff (saisons 2 et 3) sur NRJ 12
- 2012-2014 : Le Mag sur NRJ 12 : chroniqueuse puis animatrice

#### En tant que candidate
- 2008 : Secret Story 2 - TF1[33]
- 2010 : La Maison du bluff (saison 1) - NRJ 12
- 2011 : Mister France - NRJ 12
- 2011 : Les Anges de la téléréalité 2 - NRJ 12
- 2013: Les Anges vous disent tout sur NRJ12
- 2014 : Allô Nabilla, saison 4 - NRJ 12
- 2014 : Les people passent le bac NRJ12
- 2016 : Danse avec les stars - TF1
- 2018 : Top Chef : Les Stars aux fourneaux - M6

### Filmographie
- 2012 : Clip de la chanson Clap Your Hands interprétée par Senna : aparition
- 2012-2014 : Hollywood Girls (série télévisée) : Caroline Valès (saisons 1 à 3)
- 2017 : Le Monde secret des Emojis (film) : Rebelle (voix française)[34]

### Publication
- No Filter[35], Robert Laffont (2017)